# 石山嘉英
石山嘉英（いしやま よしひで、1944年3月29日 - ）は、日本の経済学者、千葉商科大学客員教授。

## 略歴
東京生まれ。1967年慶應義塾大学経済学部卒業、同大学院中退、大蔵省に入り、関税局国際課。1968-1971年スタンフォード大学博士課程に学び、Ph.D.。1971年7月大蔵省国際金融局総務課企画調整係長。1973年5月IMFエコノミスト（3年間の出向）。1976年7月大蔵省大臣官房調査企画課課長補佐。1977年7月主税局国際租税課課長補佐。1979年7月東京国税局直税部次長。1980年7月大蔵省大臣官房財政金融研究室主任研究官。1983年青山学院大学国際政経学部助教授（国際経済学）となり、2000年千葉商科大学政策情報学部教授。2014年定年退職、客員教授となる。

## 著書
- 『変動為替レートと日本経済 円相場決定と資本移動のメカニズム』東洋経済新報社 1982
- 『新世界経済事情 通貨・貿易のゆくえと日本』日本経済新聞社 1983
- 『国際通貨の知識』日本経済新聞社 (日経文庫)　1985
- 『日本が世界経済のイニシアティブをとるとき ほんものの国際国家へのデザイン』徳間書店 1988
- 『世界が日本を待っている Japan's role 日本経済グローバル化の視点』PHP研究所 1990
- 『1990年代の国際通貨改革 その問題点と展望』笹川平和財団 1991
- 『アメリカ経済の変動を解く 超大国の終わり』ティビーエス・ブリタニカ 1992
- 『現代アメリカ経済の見方 超大国は甦るか』1995 ちくま新書
- 『超高齢化社会の経済学 低成長と高負担を生きのびる』日本評論社 1998
- 『オン・デマンド・エコノミー IT革命が創る』東洋経済新報社 2000
- 『資産運用は危ない 安心できる老後の研究』日本評論社 2000
- 『通貨金融危機と国際マクロ経済学』日本評論社 2004
- 『米国巨大企業のビジネスモデル革新 イノベーション戦略と組織能力の実像』中央経済社 2008
- 『中国リスクと日本経済』日本経済評論社 2013
- 『ケインズの大遺産 財政・金融・通貨政策の源流』財経詳報社 2016

### 共編著
- 『IMFと国際通貨制度』日下部元雄共著 教育社(入門新書. 時事問題解説 1978
- 『IMFと国際通貨制度 変動相場制の中の世界経済』日下部元雄共著 教育社(入門新書. 時事問題解説 1982
- 『グローバル金融システムの苦悩と挑戦 新規制は危機を抑止できるか』野﨑浩成共著 金融財政事情研究会 2014

## 論文
- <石山嘉英